# Idioma abjasio
El abjasio (autoglotónimo: аҧсуа aphsua) es una lengua perteneciente a la familia caucásica septentrional, dentro de la rama abjaso-adigué o noroccidental, a la que también pertenecen el cabardiano-circasiano y el extinto ubijé. Posee alrededor de 200 000 hablantes, la mayoría en la Abjasia, estado parcialmente reconocido al noroeste de Georgia en la costa oriental del mar Negro.
El abjasio cuenta con una literatura tradicional oral, muy antigua (hacia el primer milenio a. C.), que recuerda, con mezclas mitológicas, los orígenes de la sociedad persa y su cultura. Se cree que pudo haber inspirado algunos pasajes de la literatura griega.
Sus hablantes llegan a los 100 000 en la región de Abjasia y Mingrelia (Georgia), y también en pequeñas comunidades de Turquía. Se conserva en Siria desde que los antepasados de los actuales hablantes huyeron al Imperio otomano para escapar del cristianismo en la conquista de esa zona del Cáucaso en 1864 por parte del Imperio ruso.

## Alfabeto
Tras algunas experiencias para escribir con caracteres latinos o georgianos, desde 1954 solo utiliza el alfabeto cirílico con algunos signos complementarios.

## Descripción lingüística
- Su fonética incluye consonantes eyectivas, y una amplia serie de fricativas, africadas y faríngeas, casi pulmonares, según algunas descripciones. En total son 58 consonantes. Sin embargo, es muy pobre en vocales: solo dos en la escritura, aunque usa otras dos o tres realizaciones orales.
- La forma del adjetivo coincide con la del nombre.
- Clasifica a los nombres en humanos y no humanos y distingue el número (singular y plural), pero no el género gramatical.
- En el sistema pronominal, sin embargo, distingue el género en la segunda y tercera personas del singular.
- El sistema de numeración es vigesimal y utiliza dos series: una para los nombres humanos y otra para los no humanos.

### El verbo

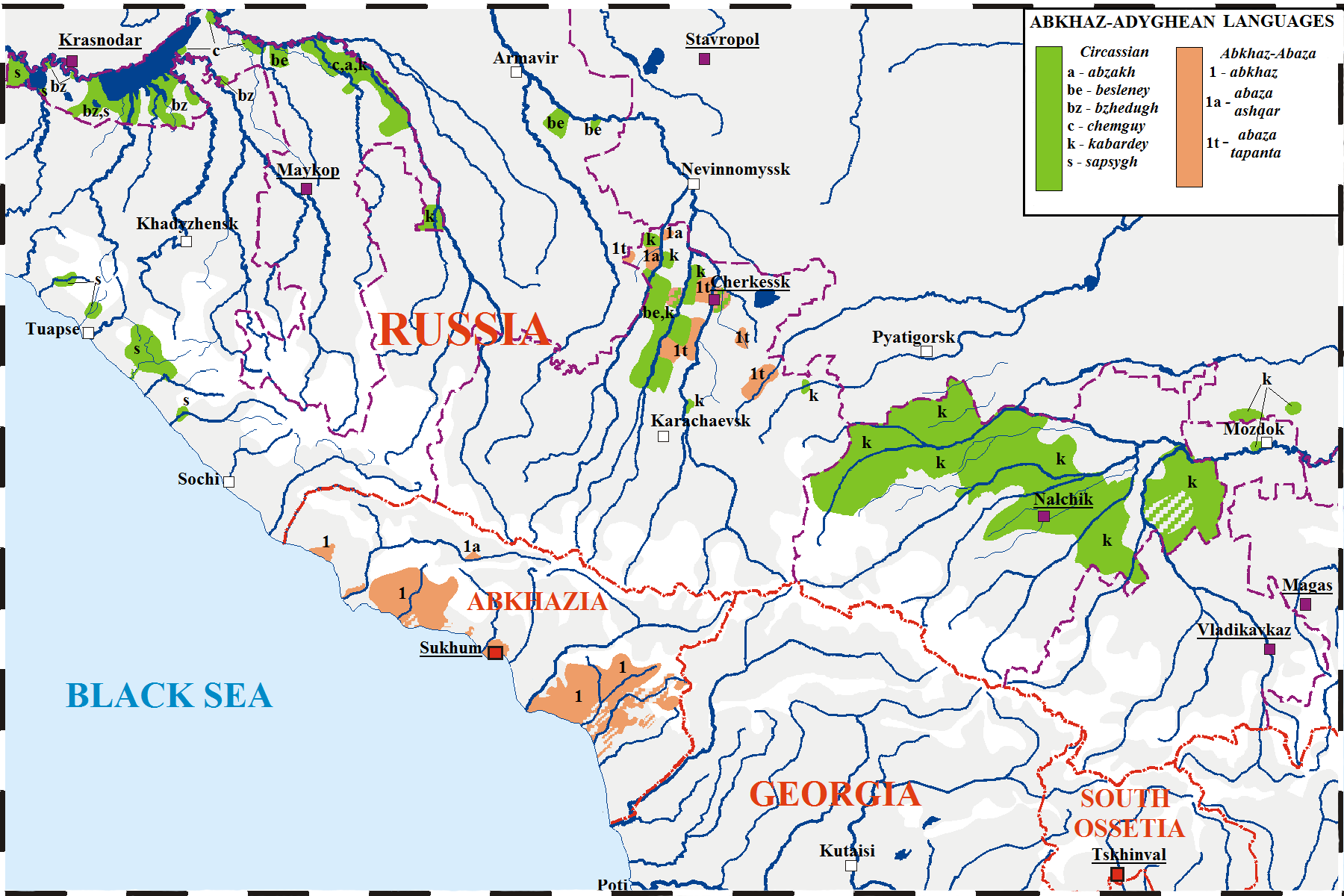
Distribución del abjasio en el Cáucaso.

Los verbos, que suelen aparecer al final de la oración, se clasifican en estativos o dinámicos, y estos últimos a su vez transitivos e intransitivos.
Distinguen el género mediante un morfema en la segunda persona del singular y la condición de humano y no humano en la tercera persona del singular. Tiene cinco modos: indicativo, imperativo, condicional, optativo y subjuntivo. Usa también una compleja serie de preverbos que indican dirección o ubicación.